# Dąbki (Mazovie)
Pour les articles homonymes, voir Dąbki.
Dąbki (prononciation : [ˈdɔmpki]) est un village polonais de la gmina de Krasne dans le powiat de Przasnysz de la voïvodie de Mazovie dans le centre-est de la Pologne.

## Histoire
De 1975 à 1998, le village appartenait administrativement à la voïvodie de Ciechanów.